# Aliens: Hive War
Aliens: Hive War è un mini fumetto pubblicato dalla Dark Horse Comics nel 1992. È stato incluso esclusivamente con l'action figure del Sgt. Apone prodotta dalla Kenner Products. La storia è stata scritta da Dan Jolley, illustrata da Joe Phillips, inchiostrata da John Dell, lettered da Dan Nakrosis e curata da Dan Thorsland. La copertina è opera di Joe Phillips.
Hive War fa parte della serie Aliens: Space Marines, una serie di mini-fumetti inclusi esclusivamente con alcuni giocattoli delle serie Aliens e Aliens vs. Predator della Kenner. Si tratta del terzo fumetto della serie, continua la storia iniziata in Aliens: Operation: Rescue e la sua storia prosegue nel fumetto successivo, Aliens: Jungle Attack.

## Trama
Il sergente Apone, il caporale Hicks e Bishop si ritrovano a dover confrontarsi con una Regina dentro il suo nido ma sono salvati dal tenente Ripley giunta in loro soccorso con il suo lanciafiamme. I quattro iniziano quindi a fare strage degli Xenomorfi presenti. La Regina aliena si dà però alla fuga ed è seguita da Apone che la uccide con una mega granata. 
L'esplosione provoca il crollo parziale del nido e intrappola i quattro al suo interno. Dopo essersi scavati una via d'uscita i quattro comunicano al Sgt. Drake di venirli a prendere per poter così prendere parte alla loro prossima missione. Mentre si allontanano la mano di uno xenomorfo emerge dalle macerie dietro di loro...